# Gusinooziorsk
Gusinooziorsk (en ruso : Гусиноозёрск) es una ciudad de Rusia perteneciente a la república de Buriatia. Está situada en la orilla septentrional del lago Gusínoye, a 110 kilómetros al suroeste de Ulán-Udé. Forma parte del raión de Selenguinsk. Su población en el año 2006 era de 24.982 habitantes.
La ciudad alberga el monasterio budista (datsan) de Tamchinski.

## Historia

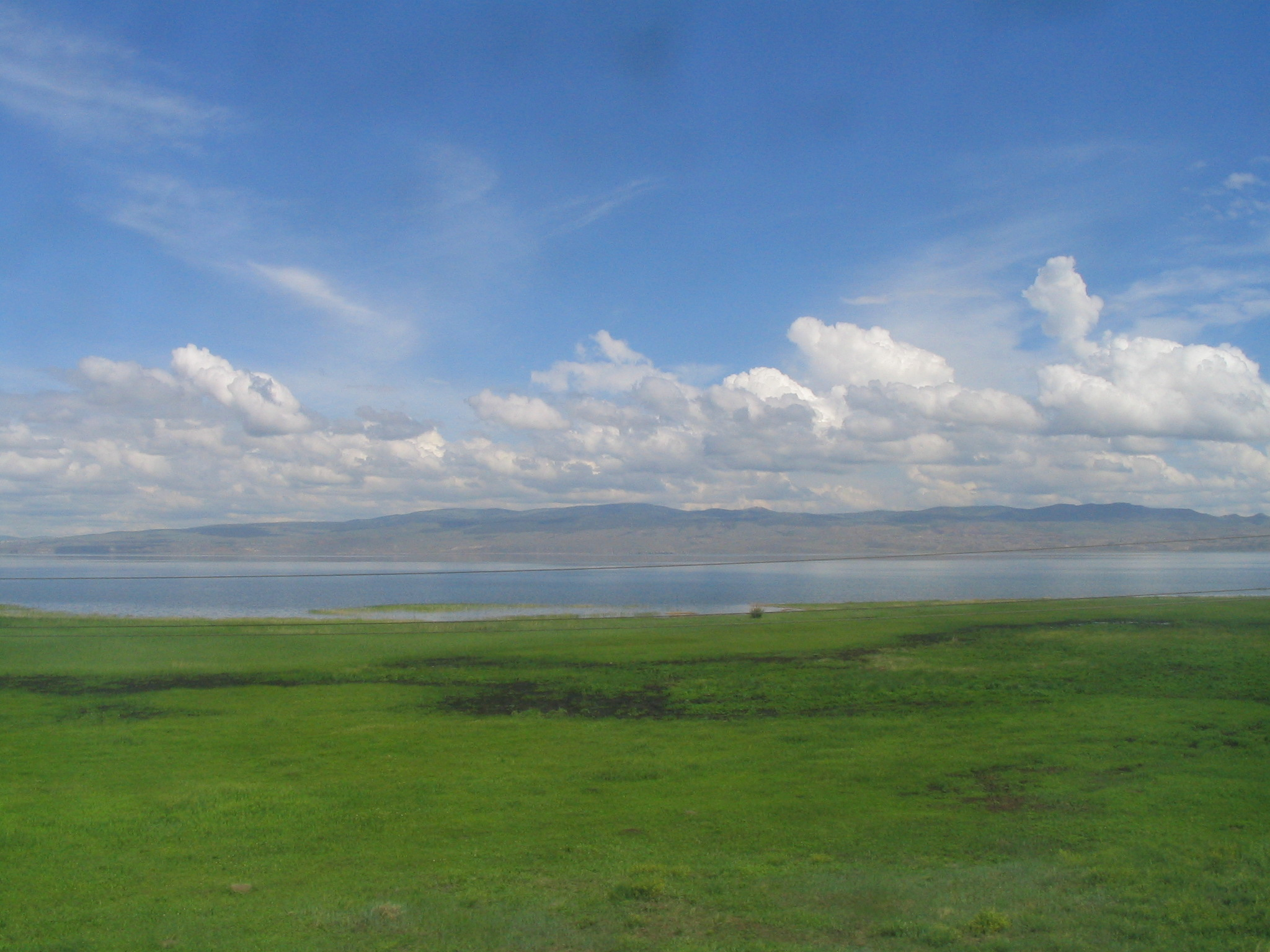
Lago Gusínoye al sur de la ciudad

La ciudad de Gusinooziorsk fue fundada en 1939 bajo el nombre Shajty (Шахты),[5] en relación con el inicio de la explotación de los depósitos de lignito en la zona. En 1953, se le concedió la categoría de ciudad y se le dio su nombre actual, fue derivado de Gusínoye Ózero (lit. "Lago de los gansos"), en ruso para el lago en el que se encuentra la ciudad.
Las minas de carbón de Gusinoozyorsk (sociedad OAO Razrez Kholboldjinski) proporcionaban el 90% del carbón de Buriatia. La ciudad poseía algunas fábricas de material eléctrico, industria textil, productos alimentarios y materiales de construcción, pero después del caos de los años 1995-1998, muchas empresas cerraron.
La ciudad posee una importante central térmica que pertenece a la empresa OGK-3 y forma parte de la red eléctrica unida de Siberia. La central se construyó en tres fases entre 1976 y 1992. Tiene una potencia de 1.110 MW y obtiene algo más de 5 mil millones de kWh al año para Buriatia, el óblast de Chitá y Mongolia.

## Evolución Demográfica
| 11,600                     | 22,300 | 29,800 | 26,502 | 24,982 |
| (Fuente: [cita requerida]) |        |        |        |        |

- Datos: Q134732
- Multimedia: Gusinoozersk / Q134732